# Free Basics

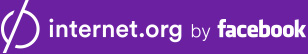
Logo của Internet.org

Internet.io là một chương trình hợp tác giữa mạng xã hội Facebook và sáu công ty (Samsung, Ericsson, MediaTek, Opera Software, Nokia và Qualcomm) với mục đích đưa một số dịch vụ Internet chọn lọc tiếp cận dễ dàng tới các nước kém phát triển, bằng cách tăng cường hiệu quả, và tạo điều kiện cho sự phát triển của các mô hình kinh doanh mới dựa trên Internet. Các ứng dụng cung cấp những dịch vụ này đã được đổi tên thành Free Basics vào tháng 9 năm 2015. Tính đến tháng mười năm 2016, 40 triệu người đang sử dụng internet.org.
Nó đã bị chỉ trích vì vi phạm tính trung lập của Internet, và bởi những dịch vụ Internet được lựa chọn, vì sự phân biệt đối xử đối với các công ty không nằm trong danh sách, bao gồm các đối thủ của Facebook. Tháng hai năm 2016, các nhà quản lý cấm dịch vụ Free Basics ở Ấn Độ dựa trên "Quy định Cấm Phân biệt đối xử về Phí cho dịch vụ dữ liệu".  Cơ quan quản lý Viễn thông Ấn Độ (TRAI) cáo buộc Facebook không vượt qua bốn câu hỏi trong phiếu điều tra của các nhà quản lý cũng như ngăn chặn truy cập vào email phản hồi của TRAI về chương trình Free Basics. Vào ngày 11 tháng 2 năm 2016 Facebook chấm dứt cung cấp nền tảng Free Basics tại Ấn Độ.

## Lịch sử

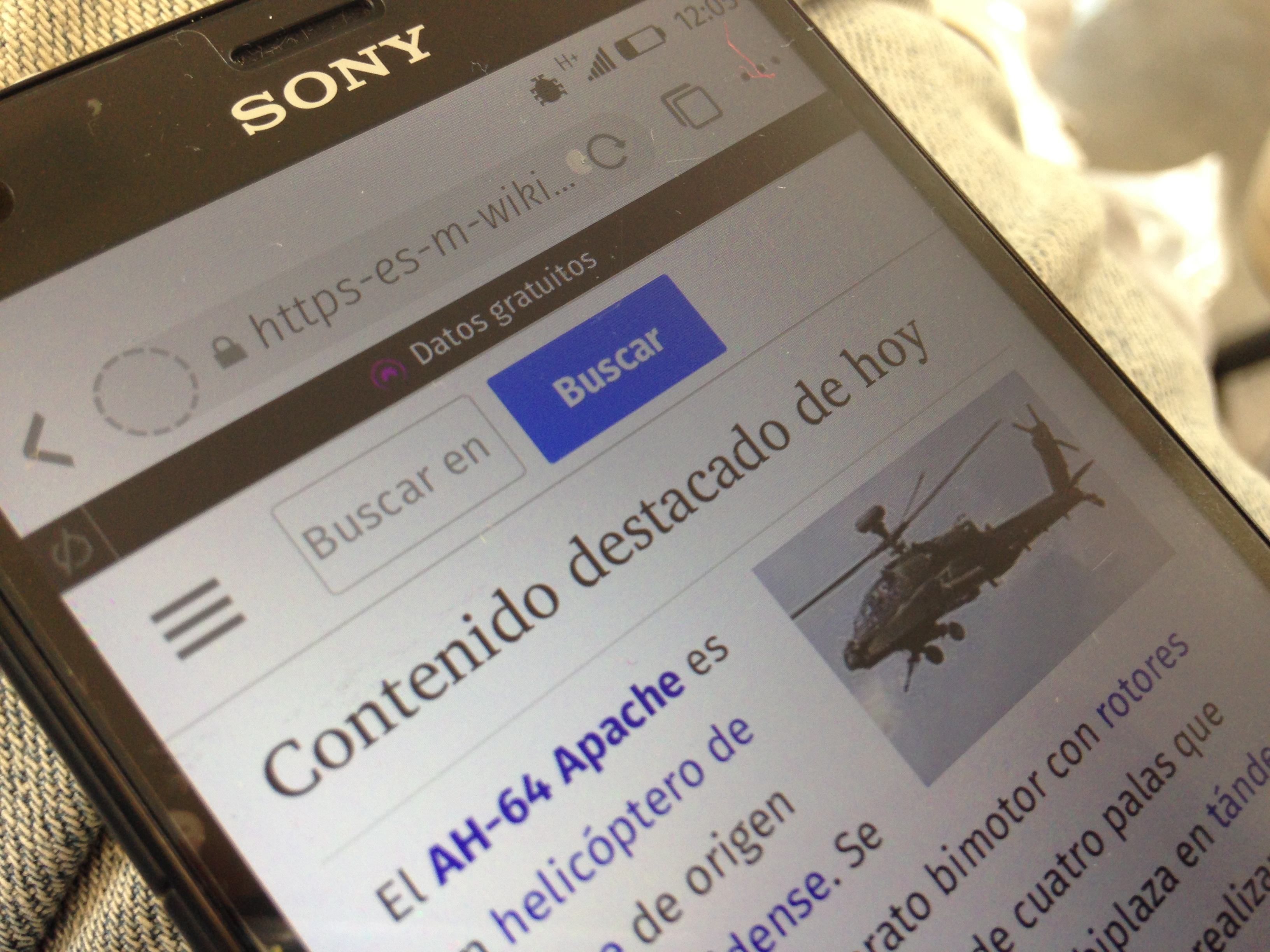
Điện thoại di động với gói cước miễn phí Free Basics hiển thị trang chủ Wikipedia tiếng Tây Ban Nha ở Mexico

Internet.org đã ra đời vào ngày 20 tháng 8 năm 2013. Tại thời điểm khởi động, nhà sáng lập và CEO của Facebook Mark Zuckerberg phát hành một báo cáo dài mười trang mà ông đã viết, xây dựng trên tầm nhìn khẳng định rằng kết nối là một "quyền con người". Trong báo cáo, ông viết rằng Internet.org là bước kế tiếp của các sáng kiến trong quá khứ của Facebook, như Facebook Zero, để cải thiện truy cập Internet cho mọi người trên thế giới.
Trong TechCrunch Disupt vào ngày 11 tháng  9, 2013 Zuckerberg đưa thêm nhiều thông tin về tầm nhìn của ông. Blog của TechCrunch so sánh Internet.org với dự án Loon của Google. Zuckerberg cũng phát hành một video vào ngày 30 tháng 9 năm 2013 giải thích mục đích Internet.org làm cho việc tiếp cận Internet trở nên dễ dàng hơn 100 lần.
Vào ngày 24 tháng 2 năm 2014, ngay trước bài phát biểu của Zuckerberg ở Triển lãm di động toàn cầu ở Barcelona, Internet.org công bố một số dự án mới: một chương trình đối tác giáo dục tên là SocialEDU với Nokia và mạng viễn thông địa phương AirTel, edX, và chính quyền của Rwanda; một dự án với Unilever ở Ấn Độ; và một phòng phát triển mới của Internet.org với Ericsson trong công Viên Menlo. Trong bài thuyết trình, Mark nói rằng việc Facebook mua lại các ứng dụng nhắn tin WhatsApp với giá 19 tỷ USD gần đây có liên quan chặt chẽ đền tầm nhìn của Internet.org.
Tháng năm 2015, Facebook công bố Internet.org Platform, một chương trình mở cho các nhà phát triển dễ dàng tạo dịch vụ tích hợp với Internet.org. Các trang web tham gia phải đạt ba tiêu chí: (1) Khám phá toàn bộ internet (cung cấp cho người dùng một chút hương vị của Internet rộng hơn và qua đó giúp họ nhận ra tầm quan trọng của Internet), (2) Dùng dữ liệu hiệu quả (để kinh tế cho các mạng viễn thông miễn phí truy cập đến trang web) (3) Thông số kỹ thuật: Tối ưu cho việc duyệt web trên nhiều thiết bị bao gồm cả điện thoại thông minh và các thiết bị di động thấp cấp, và không phụ thuộc vào JavaScript hoặc HTTPS. Các nhà bình luận cho rằng đây là phản ứng với mối lo ngại liên quan đến tính trung lập Internet.

### Phát triển vệ tinh
Vào ngày 27 tháng 3 năm 2014, Facebook công bố một phòng thí nghiệm kết nối thuộc sáng kiến Internet.org với mục tiêu đưa truy cập Internet đến tất cả mọi người bằng máy bay không người lái, mua lại từ công ty Ascenta. Phòng thí nghiệm kết nối cũng công bố rằng bên cạnh việc sử dụng máy bay không người lái, các vệ tinh ở Quỹ đạo Trái Đất tầm thấp và vệ tinh địa tĩnh cũng là một phần của dự án, nhằm cung cấp kết nối Internet tới các vùng khác. Tất cả ba hệ thống sẽ dựa trên nguyên lý truyền dữ liệu quang học (FSO), theo đó, tín hiệu được gửi đi theo từng cụm của ánh sáng hồng ngoại
Tại Triển lãm di động toàn cầu tháng ba nămăm 2015, Mark Zuckerberg nói rằng Internet.org "sẵn sàng để làm việc" với dự án Loon (dự án của Google sử dụng khinh khí cầu tầm cao để cung cấp truy cập Internet rẻ hơn tới người dùng) nhưng nhấn mạnh rằng theo quan điểm của ông, công việc chủ yếu là hợp tác với những công ty viễn thông hiện thời để cải thiện kết nối và giảm chi phí cho mọi người đã ở trong phạm vi của một mạng di động, mà ông ước tính hơn 80% dân số.
Tháng mười năm 2015, Facebook và Eutelsat dành toàn bộ dung lượng của băng tần Ka-band (36 điểm với tổng băng thông 18 Gbit/s) cho vệ tinh dự kiến Amos-6 để cung cấp truy cập cho một số vùng của châu Phi Amos-6 dự định được đưa ra trên chuyến Bay 29 của một tên lửa SpaceX Falcon 9 đến quỹ đạo địa tĩnh vào ngày 3 tháng 9 năm 2016. Tuy nhiên, vào ngày 1 tháng năm 2016, trong quá trình chuẩn bị kiểm tra trước khi phóng, một sự cố trên bệ phóng bắt lửa gây thiệt hại cho tên lửa và hàng mang theo, Amos-6. Không có ai bị thương.
Vào tháng 1 năm 2016, Google đã rời khỏi nền tảng Free Basics của Facebook ở Zambia. Họ đã tham gia trong quá trình thử nghiệm ban đầu của dự án, được thực hiện lần đầu tiên tại Zambia.

### Chỉ trích ở Ấn Độ về tính trung lập Internet
Hội nghị Internet.org đầu tiên được tổ chức vào ngày 9 tháng năm 2014 ở New Delhi, Ấn Độ. Mục tiêu chính của hội nghị này giúp các chuyên gia, các quan chức và các nhà lãnh đạo công nghiệp cùng nhau tập trung vào những đường lối cung cấp dịch vụ Internet cho mọi người bằng các ngôn ngữ khác ngoài tiếng Anh. Zuckerberg cũng gặp Thủ tướng Ấn Độ Narendra Modi để nói về cách thức Facebook và chính phủ Ấn Độ có thể hợp tác cho Internet.org.
Trong năm 2015, Mark Zuckerberg đã viết một bài báo cho Hindustan Times nói rằng Internet.org và tính trung lập internet có thể cùng tồn tại và Internet.org sẽ không bao giờ phân biệt giữa dịch vụ. Tuyên bố của ông gặp phản đối từ rất nhiều bài phản hồi trong đó có một bài báo đăng trên Hidustan Times. Tháng năm 2015, Internet.org Platform, mở cửa cho bất kỳ nhà phát triển đạt được yêu cầu, đã được công bố. Một số nhà bình luận xem thông báo này như một phản hồi đối với các mối quan ngại về net neutrality đã được bày tỏ. Văn phòng thủ tướng Ấn Độ đã bày tỏ sự không hài lòng với phản ứng và cách xử lý của Facebook đối với điều tra của TRAI, gọi Free Basics Campaign là một cuộc thăm dò ý kiến dàn dựng.
Một nhà báo Ấn Độ, trong phản hồi với bài báo của Zuckerberg bảo vệ Internet.org ở Ấn Độ, chỉ trích Internet.org "chỉ là một Facebook proxy nhắm tới người nghèo Ấn Độ" do dịch vụ này cung cấp truy cập Internet hạn chế vào thuê bao của Reliance Telecom ở Ấn Độ. Cho tới tháng 4 năm 2015, người dngf Internet.org chỉ có thể truy cập (miễn phí) một vài số trang web, và vai trò của Facebook như người gác cổng xác định những trang web nào trong danh sách đó bị chỉ trích vì vi phạm tính trung lập. Tháng năm 2015, Facebook thông báo rằng nền tảng Free Basics sẽ được mở cửa với những trang web mà gặp tiêu chí của nền tảng này.
Vào tháng 4 năm 2015, một số startup Ấn Độ rút khỏi internet.org để bảo vệ Tính trung lập Internet. Cơ quan quản lý viễn thông của Ấn Độ (TRAI) vào tháng 1 năm 2016 chỉ trích Facebook vì quảng cáo sai sự thật và Astroturfing. TRAI cáo buộc Facebook không vượt qua bốn câu hỏi trong phiếu điều tra cũng như ngăn chặn truy cập vào email phản hồi của TRAI về chương trình Free Basics. Tháng hai năm 2016, TRAI cấm Dịcở Ấn Độ dựa trên "Cấm Phân biệt đối xử Thuế cho dữ Liệu dịch Vụ Quy định 2016" thông báo. Vào ngày 11 tháng 2 năm 2016 Facebook chấm dứt cung cấp nền tảng Free Basics tại Ấn Độ.

## Những dịch vụ tham gia
Dưới đây là một số mạng dị động tham gia và ngày bắt đầu:
- Tháng 7, 2014: Zambia[45]
- Tháng 10, 2014: Tanzania[46]
- Tháng 11, 2014: Kenya[47]
- Tháng 1, 2015: Colombia[48]
- Tháng 1, 2015: Ghana, với Airtel[49]
- 10 tháng 2 năm 2015: Ấn Độ với Reliance Communications.[50] Dịch vụ bị TRAI cấm vĩnh viễn một năm sau đó.
- ngày 18 tháng 3 năm 2015: Philippines với Smart Communications[51]
- ngày 31 tháng 3 năm 2015: Guatemala với Tigo[52]
- ngày 20 tháng 4 năm 2015: Indonesia với Indosat[53]
- ngày 10 tháng 5 năm 2015: Bangladesh với Robi[54]
- ngày 13 tháng 5 năm 2015: Malawi with TNM and Airtel[55]
- ngày 28 tháng 5 năm 2015 and ngày 26 tháng 3 năm 2016: Pakistan with Telenor Pakistan[56][57] and Zong Pakistan respectively.[58][59][60]
- ngày 5 tháng 6 năm 2015: Senegal with Tigo[61]
- ngày 19 tháng 6 năm 2015: Bolivia with VIVA[62][63]
- ngày 22 tháng 6 năm 2015: Angola with Movicel[64][65]
- ngày 1 tháng 7 năm 2015: South Africa with Cell C
- ngày 18 tháng 10 năm 2015: Egypt with Etisalat - Service terminated by the NTRA.[66]
- ngày 16 tháng 12 năm 2015: Iraq with Korek Telecom[67]
- ngày 10 tháng 5 năm 2016: Nigeria with Airtel Africa[68]
- ngày 2 tháng 6 năm 2016: Madagascar with Bip
- June 2016: Myanmar with Myanma Posts and Telecommunications
- March 2017: Algeria with Ooredoo.
- April 2017: Belarus with life:)[69][70]

## Các trang web khả dụng
Các trang web sau có thể truy cập qua dịch vụ, mặc dù không phải tất cả đều có tại một số quốc gia nhất định:
- 1doc3[71]
- Accuweather
- Ask.com
- BabyCenter[71]
- BeSmart
- Bing Search
- Dictionary.com
- ESPN
- Facebook
- HIV360
- IamPurple
- LoveWords
- Maya[71]
- Open School
- REFUNITE
- SmartBusiness[71]
- SmartChoices
- SmartSex
- Wattpad
- wikiHow
- Wikipedia
- vutuv
- Your.MD[72]

## Tiếp nhận

### Mở rộng truy cập Internet
Một bài báo được đăng trên Datamation tháng 8 năm 2013 thảo luận Internet.org với các sáng kiến trong quá khứ của Facebook và Google như Facebook Zero, Google Free Zone, và Project Loon. Internet.org và Project Loon được mô tả giống như cuộc chạy đua vũ trụ đối với Internet. Bên cạnh đó, có những ý kiến tranh luận về kỹ thuật với tính khả thi và giá trị của việc dùng khinh khí cầu (được Project Loon đề cao) với Mark Zuckerberg ủng hộ máy bay không người lái.
Vào tháng 12 năm 2013, David Talbot đã viết một bài viết chi tiết cho Technology Reviews với tiêu đề Facebook's Two Faces: Facebook and Google Aim to Fix Global Connectivity, but for Whom? về Internet.org và các sáng kiến tiếp cận Internet khác.

### Nghiên cứu trải nghiệm của người dùng
Trong năm 2015, các nghiên cứu đánh giá cách thức Facebook định hình cách sử dụng Công nghệ thông tin và viễn thông (ICT) tại các nước đang phát triển cho thấy 11% người Indonesia sử dụng Facebook cũng nói rằng họ không sử Internet. 65% người Nigeria và 61% người Indonesia đồng ý với tuyên bố rằng "Facebook là Internet" so với chỉ có 5% tại Hoa Kỳ.